# 무극
무극(無極)은 동양 철학에서 태극의 맨 처음 상태를 일컫는 말이다. 중국의 지역명이기도 한데, 이런 경우는 허베이성의 우지현(무극현)이라는 이름에도 사용된다.

## 같이 보기
- 브라흐만
- 단자 (철학)